# Martin de Sessé y Lacasta
Martin de Sessé y Lacasta  ( Baraguás,  Aragão, 11 de dezembro de 1751 — Madri, 4 de outubro de 1808) foi um médico, botânico e naturalista espanhol.